# Oštro
Oštro (tal. ostro od lat. auster: južni vjetar) ili loštrac je topao i vlažan južni vjetar koji se najčešće pojavljuje na otvorenome moru kada se približava ciklona sa sjeverozapada ili zapada. Kratkotrajan je, ali može dostići znatnu jakost.

## Vjetrovi na Jadranu
Mnogi, osobito lokalni vjetrovi imaju svojstvena imena, od kojih su se neka kod nas sačuvala od davnine. Među poznatije vjetrove u primorju ubrajaju se bura, garbin, jugo, levant, maestral, oštro, pulenat, tramontana. Režim vjetra na nekome mjestu može se grafički prikazati s pomoću ruže vjetrova. Prema jakosti vjetrovi se nazivaju tišina (kad nema vjetra), lahor, povjetarac, slab vjetar, umjeren vjetar, jak vjetar, olujni vjetar, orkanski vjetar i orkan.
Najjači vjetrovi u Hrvatskoj su bura koja puše s kopna prema moru, iz pravca sjeveroistoka i jugo koje puše iz pravca jugoistoka. Bura uobičajeno traje 3 dana i karakteristično je da puše "na refule", to jest na mahove i osobito je jaka u podvelebitskom kanalu na području Senja, no i u Bakru dosiže i do 180 km/h.
Godine 1988. u Dubrovačkoj zračnoj luci izmjerena je vrijednost od 44,3 m/s (159,5 km/h), na Marjanu je 1994. izmjerena brzina bure od 48,5 m/s (174,6 km/h), u Novalji 1995. je izmjereno 39,9 m/s (143,9 km/h). Godine 1996. na Krčkom mostu izmjereno je 58,9 m/s (212 km/h), a 2002. u Makarskoj je zabilježeno 49,9 m/s (179,6 km/h). Najsnažniji udar bure u Hrvatskoj, izmjeren je 24. prosinca 2003., na autocesti A1, između tunela Sveti Rok i Maslenice, na vijaduktu Božići, jedan od rijetkih instrumenata za mjerenje brzine vjetra koji je uopće uspio neoštećen izdržati nalete vjetra, zabilježio je tada brzinu od 307 km/h, što je najveća ikad izmjerena brzina vjetra u Hrvatskoj. Zbog toga što taj mjerni instrument nije bio predviđen za tolike iznose (radi se o instrumentu tvrtke "VAISALA" Wind Set WA15), podatak se ne uzima kao službeni te kao službeno najjači udar vjetra iz NNE smjera u Hrvatskoj i dalje vrijedi onaj od 21. prosinca 1998. s Masleničkog mosta od 248 km/h (69,0 m/s).
Jugo uzrokuje valove koji "valjaju" i na plovilu se teže podnose od valova po buri. Uz pojam vjetra veže se i pojam nevera koji označava nevrijeme, odnosno vrijeme vrlo loše za boravak na moru. Za plovila su opasni i iznenadni neverini (kako i ime govori, manje i kraće nevere) koji kratkotrajno mogu dići neugodno visoke valove.

### Zmorac i burin
Zmorac ili smorac je slabi ljetni dnevni vjetar koji puše s mora na kopno u sustavu obalnoga kruženja zraka. Nastaje kada je najniži sloj zraka iznad mora hladniji od zraka nad kopnom. Na istočnoj obali Jadrana pojavljuje se poglavito u neporemećenim vremenskim uvjetima, i to ondje gdje otoci ne smetaju njegovu razvoju. Počinje kao slab jugoistočni vjetar u prijepodnevnim satima, zatim skreće na jug te jugozapad i predvečer se stišava kao sjeverozapadnjak. Najjači je u rano poslijepodne kada je temperaturna razlika kopna i mora najveća, te donosi osvježenje. Često ga se miješa s maestralom.
Burin ili kopnenjak (prema mlet. tal. borin, deminutiv od bora: bura) je slab ljetni vjetar koji puše noću i u prvom dijelu jutra od kopna prema moru u sustavu obalnoga kruženja zraka. Posljedica je bržeg hlađenja kopna, što uzrokuje da prizemni sloj zraka nad kopnom postane hladniji nego nad morem.